# Stórafell
Stórafell är en kulle i republiken Island. Den ligger i regionen Västlandet, 50 km nordost om huvudstaden Reykjavík. Toppen på Stórafell är 373 meter över havet, eller 107 meter över den omgivande terrängen. Bredden vid basen är 3,4 km.
Trakten runt Stórafell är nära nog obefolkad, med mindre än två invånare per kvadratkilometer. Det finns inga samhällen i närheten. Trakten runt Stórafell består i huvudsak av gräsmarker.